# Rockers Hi-Fi
Rockers Hi-Fi – były brytyjski zespół muzyczny, założony w 1991 roku w Birmingham pod nazwą Original Rockers przez Glyna Busha i Richarda Whittinghama, grający elektroniczną muzykę taneczną z pogranicza takich gatunków jak dub, ambient techno, trip hop. Po kilku latach zmienił nazwę na Rockers Hi-Fi. W 1999 roku zakończył działalność. Pozostawił po sobie 4 albumy studyjne. Tworzący go muzycy w XXI wieku realizują solowe projekty muzyczne.

## Historia
Rockers Hi-Fi założyli w 1991 roku Richard Whittingham (DJ Dick) oraz Glyn Bush. Bush od połowy lat 70. grał w różnych zespołach muzycznych. W 1978 roku przeprowadził się do Birmingham, gdzie kontynuował działalność muzyczną. W 1989 roku zetknął się ze sprzętem MIDI. wtedy też poznał didżeja Richarda Whittinghama i zaczęli razem tworzyć. Na początku obaj byli miłośnikami muzyki, którzy odkryli rave podchodząc do niego z dwóch różnych kierunków: didżeja (Whittingham) oraz muzyka i inżyniera dźwięku (Bush). Słuchali aktualnych wówczas gatunków, takich jak: dub, filmowe ścieżki dźwiękowe, hip-hop, muzyka elektroniczna, krautrock, jazz, muzyka eksperymentalna czerpiąc z nich pomysły na tworzone przez siebie utwory. Początkowo znani byli jako Original Rockers (na cześć jednego z albumów Augustusa Pabla, którego dubowy styl z lat 70. stanowił dla nich inspirację). Original Rockers zadebiutował w 1992 roku singlem „Breathless”, wydanym przez własną wytwórnię, The Cake Label. 1 listopada 1993 roku ukazał się debiutancki album zespołu, Rockers To Rockers, wydany przez Different Drummer. Po podpisaniu kontraktu z Island Records w 1993 roku zespół przeniósł się do studia nad sklepem z pianinami w centrum Birmingham. Na prośbę Augustusa Pablo muzycy zmienili nazwę na Rockers H-Fi.
W 1995 roku zespół postanowił udostępnić swój debiutancki album szerszej publiczności. Część starych utworów została zmiksowana na nowo, a część stanowiły nowe kompozycje. Zwiastunem nowego wydawnictwa był singiel „Push Push”,sygnalizujący zmianę stylu zespołu na dubowy trance z domieszką hip-hopu i raggi. Album wyszedł 1 maja w Wielkiej Brytanii i Europie nakładem 4th & Broadway, a w USA – nakładem Gee Street i Island Records.
W kolejnych latach Rockers H-Fi wydał album z dubowymi remiksami, Music Is Immortal, a następnie drugi album studyjny, Mish Mash.
W 1999 roku ukazał się, nakładem WEA Records, ostatni album zespołu, Times Up. W tym samym roku zespół zakończył działalność.
Glyn Bush w 2000 roku rozpoczął działalność solową realizując własne projekty muzyczne: BiggaBush i Lightning Head. W latach 2005–2015 roku prowadził Magic Drum Orchestra po czym kontynuował, jako MDO, swoje produkcje muzyczne dla wytwórni Tru Thoughts. Działa też jako DJ realizując miksy i podcasty.
Richard Whittingham wspólnie z Adamem Reganem założył w 2000 roku w Birmingham soulowy projekt Leftfoot.
Po około 20 latach od momentu zakończenia działalności Rockers Hi-Fi obaj muzycy spotkali się ponownie udzielając wywiadu magazynowi Ransom Note w związku z zapowiadanym na 2021 rok wznowieniem ich nagrań przez wytwórnię Seven Hills.

## Styl i wpływy
Wczesna twórczość zespołu była inspirowana dokonaniami takich twórców jak: Doc Scott (i jego wytwórni ThirtyOne Recordings), LTJ Bukem, Lalo Schifrin, David Axelrod, Chaquito, Mikey Dread, Sly & Robbie, Johnny Osbourne, Joe Gibbs, Lee Scratch Perry, Alex Reese, King Tubby, Scientist oraz profilem muzycznym wytwórni Metalheadz, Mo' Wax i On-U Sound Records. Muzycy Rockers Hi-Fi połączyli estetykę dubu z muzyką house w sposób, który odróżniał ich zarówno od ich rówieśników z brytyjskiej sceny klubowej, jak i od dub techno, które w tym samym czasie kształtowało się w Berlinie. W późniejszych latach paleta muzyczna zespołu poszerzyła się obejmując techno, jungle, ambient i trip hop.

## Dyskografia
Lista na podstawie Discogs:

### Albumy
- Rockers to Rockers (1993, Original Rockers, wznowiona 1995)
- Mish Mash (1996)
- Overproof (1998)
- Times Up (1999)

### EP-ki
- Push Push (The Remix E.P.) (1992, Original Rockers)
- Going Under (The Kruder & Dorfmeister Sessions EP) (1996)
- Times Up (1999)
- Push Push (The Remix EP) (2018)
- Seven Hills Presents: Rockers Hi-Fi 92-96 (2021)

### Kompilacje i remix albumy
- Music Is Immortal (Mixed And Mashed By Rockers Hi Fi) (1996)
- DJ-Kicks: The Black Album (1997)
- Original Lo Fi (2017)
- Rarities 92–99 (2021)
- Rarities 92–99 Vol. 2 (2021)

### Single

#### Original Rockers
- „Breathless” (1992)
- „Round And Round” (1992)
- „Stoned” (1993, z The Groove Corporation)
- „Rockers To Rockers” (1993)
- „What A Life!” (1994)

#### Rockers Hi-Fi
- „90° Fuzzwalk” (1996)
- „DJ-Kicks: The Black Album” (1997)
- „Transmission Centra”l (1998)
- „Times Up” (1999)
- „Rockers Hi-Fi Meet Ella Fitzgerald – Sunshine Of Your Love” (2000)
- „Stoned” (2018, wznowienie)